# Segle XIX

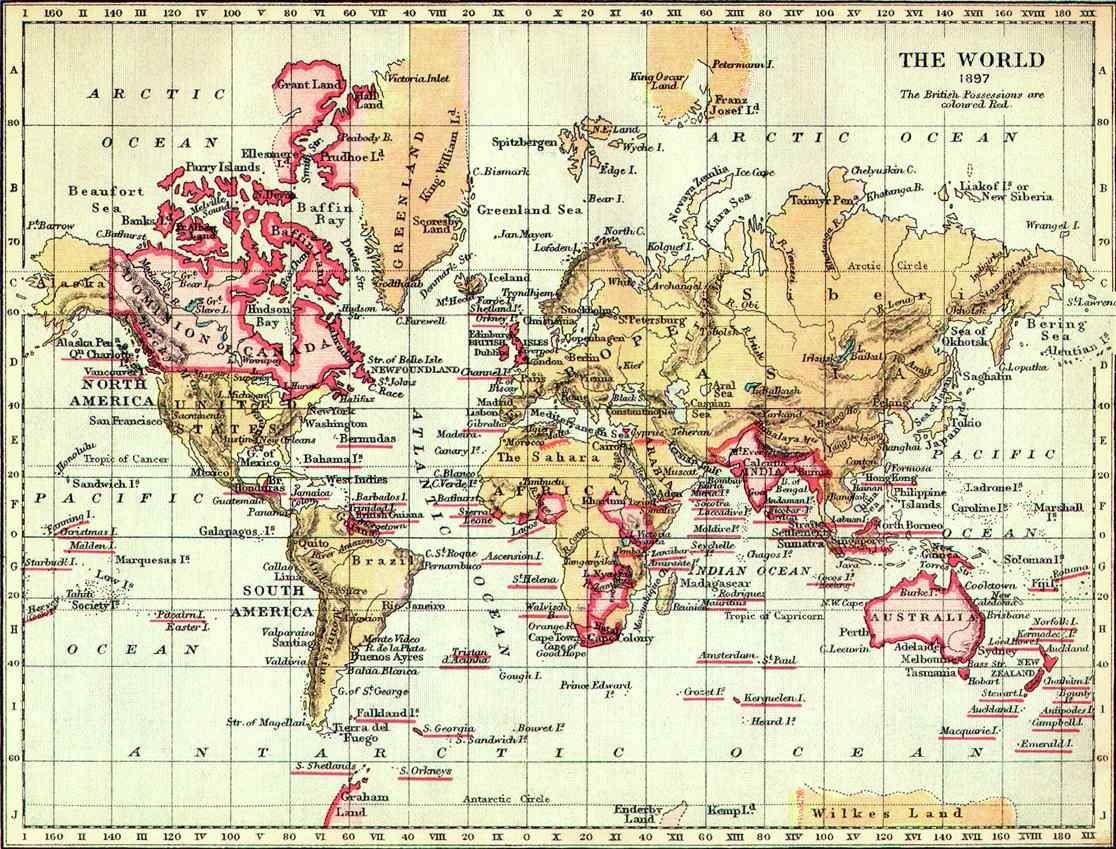
Mapamundi el 1897. L'Imperi Britànic era la superpotència del segle

El segle XIX va des de l'1 de gener de 1801 fins al 31 de desembre de 1900 (en el calendari gregorià). Els historiadors, però, de vegades defineixen l'era històrica d'aquest segle com un període que va des de l'any 1815 (congrés de Viena), fins al 1914 (començament de la Primera Guerra Mundial). Com una alternativa a aquesta classificació, Eric Hobsbawm va proposar una definició anomenada segle dinou llarg, que va dels anys 1789 al 1914.
Durant aquest segle, els imperis espanyol, portuguès i otomà comencen a defallir, i el Sacre Imperi Romanogermànic i l'Imperi mogol desapareixen definitivament.
Després de les guerres napoleòniques, l'Imperi britànic esdevé el primer hiperpoder (o màxima potència mundial), i passa a controlar territoris que comprenen la quarta part de la població mundial i la tercera part de la seva àrea terrestre, tot posant en pràctica la Pax Britannica.
L'esclavatge va desaparèixer en gran manera arreu del món. L'electricitat, l'acer i el petroli varen iniciar la segona revolució industrial (1870-1914), que permeté a Alemanya, al Japó i als Estats Units de convertir-se en grans poders, els quals no trigaren a intentar construir-se imperis propis. Rússia i la dinastia Qing a la Xina fracassaren en el seu intent de mantenir-se en el mateix nivell que els seus rivals, la qual cosa portà tots dos imperis a patir intensos períodes d'agitació social.
Durant el segle xix, va ser notable la fundació de ciutats a l'Amèrica del Nord i Austràlia que avui estan entre les més importants dels seus països. Chicago i Melbourne no existien a començament del segle xix, però van créixer fins a transformar-se en les segones més grans dels Estats Units i de l'Imperi britànic, respectivament, abans del final del segle. Aproximadament 70 milions de persones van deixar Europa durant el segle xix, la majoria va emigrar cap als EUA.
El segle també va marcar la fi de l'ocupació otomana en els Balcans, i la creació de Sèrbia, Bulgària, Montenegro i Romania com a resultat de la Segona Guerra russoturca, a la qual va succeir la Guerra de Crimea.

## Política
A Europa, el segle xix es va caracteritzar pel naixement de les democràcies censatàries i l'ocàs de les monarquies absolutes. La Revolució francesa i la posterior era napoleònica ajudarien a expandir les idees republicanes i liberals. Els monarques, en el cas de sobreviure, es convertirien en dèspotes il·lustrats que actuaven permissivament amb la classe dominant. Sorgiria la idea d'esquerra i dreta a partir de la Revolució francesa. Els polítics s'identificarien amb Jean Paul Marat i Maximilien Robespierre, o amb el comte de Mirabeau i el marquès de la Fayette. El transitori ocàs de les revolucions en pro de la restauració de les monarquies solament aconseguiria potenciar-les en onades revolucionàries més radicals, com les de 1848, fins al desenvolupament de les ideologies socials i el moviment obrer, que culminaria en el triomf de la Revolució russa de 1917.

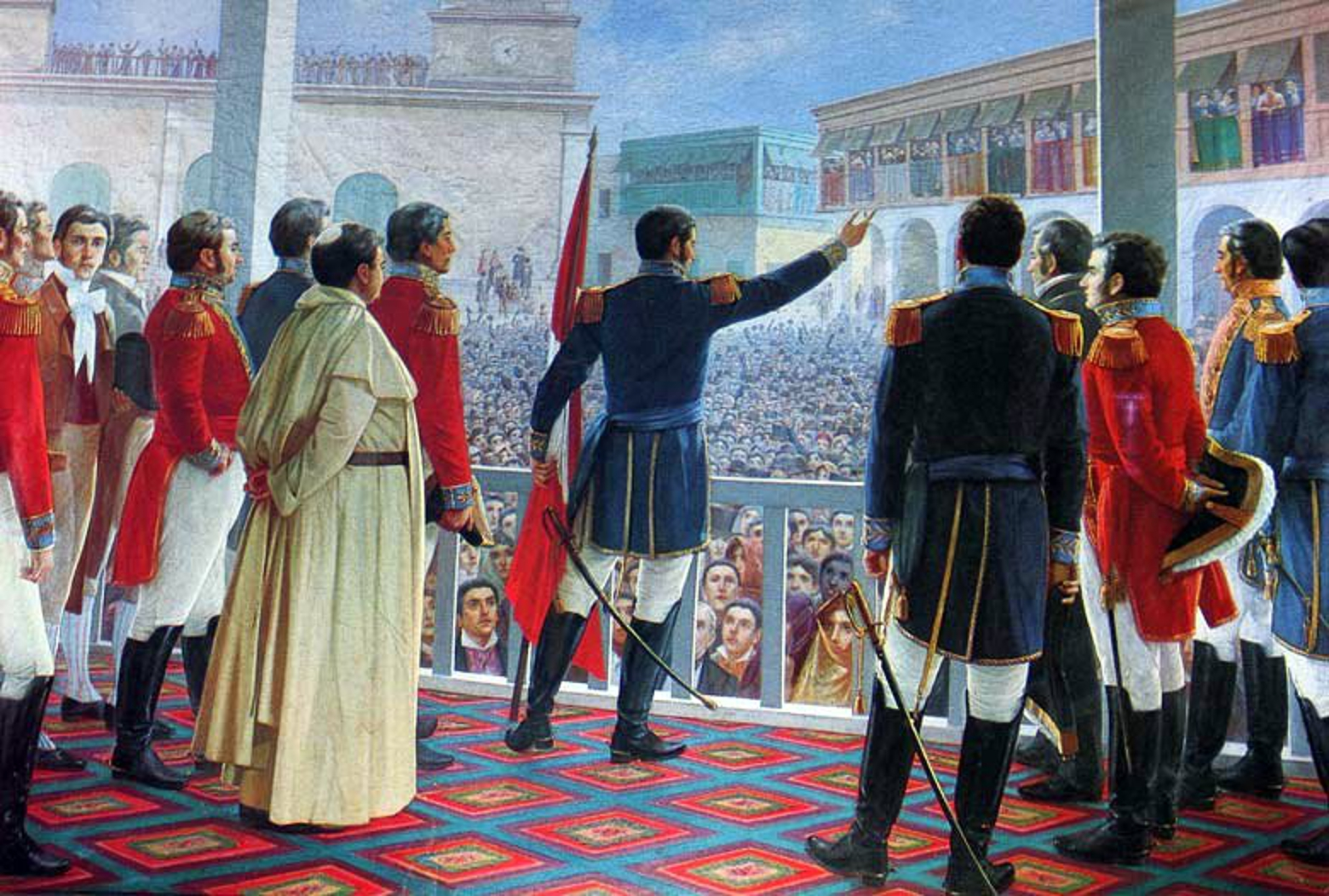
José de San Martín proclama la independència del Perú, el 28 de juliol de 1821

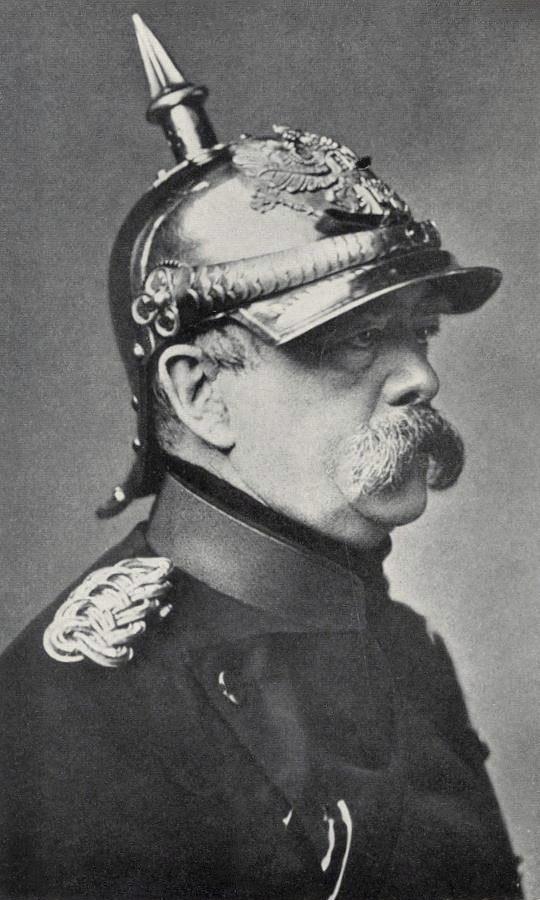
El canceller alemany Otto von Bismarck

L'emancipació d'Amèrica llatina va donar començament en aquest segle. Els aixecaments indígenes en nom de Túpac Amaru i dels comuners d'Asunción serien antecedents d'una identitat naixent. Identitat que naixeria i seria defensada pels grans líders latinoamericans, promotors de la idea d'una nació latinoamericana: Francisco de Miranda, José Miguel Carrera, Bernardo O'Higgins, Antonio José de Sucre, Simón Bolívar, José de San Martín, Mariano Moreno, Manuel Belgrano, José Artigas i Juan Pablo Duarte en la República Dominicana. La seva revolució, constituïda en el marc de les revolucions burgeses, seria estrictament latinoamericana. Les seves revolucions fracassarien en bona part a causa de cabdillismes, interessos de les burgesies locals i de les potències europees, però cadascun d'ells seria convertit, sovint pels qui els van trair, en una llegenda. Les fronteres americanes van variar notablement en tot el segle i els governs prendrien una estructura bipartidista on pul·lulaven els cops d'estat i els fraus electorals.
Àfrica seria objecte d'obert ús i abús pels imperis europeus. Cecil Rhodes seria una figura fonamental en el desenvolupament de l'imperialisme britànic. També sorgiria lentament l'imperialisme nord-americà a partir d'una aparentment innocent doctrina Monroe. Aquest segle anunciaria la decadència de l'Imperi Otomà que esdevindria amb la Primera Guerra mundial. La Guerra de l'Opi humiliaria l'històric Imperi xinès en els seus tractats desiguals i culminaria amb la caiguda de la dinastia Qing el 1911.
Va ser també durant el segle xix que Itàlia i Alemanya es van unificar com a nacions. Abans fragmentats en regnes i principats menors, van concloure els seus processos d'unificació el 1870 i el 1871, respectivament.

## Esdeveniments
- 1801 - El Regne Unit de la Gran Bretanya i el Regne d'Irlanda s'uneixen en el Regne Unit de la Gran Bretanya i Irlanda.
- 1804 - Es funda la República d'Haití, arran de la rebel·lió dels esclaus.
- 1804 - Fundació de l'Imperi austríac amb Francesc I d'Àustria al tron.
- 1804 - 1813 Guerra entre Rússia i Pèrsia.
- 1805-48 - Muhammad Ali modernitza Egipte.
- 1806 - Dissolució oficial del Sacre Imperi Romanogermànic.
- 1806 - 1812- Guerra entre Rússia i Turquia amb el tractat de Bucarest
- 1807 - El Regne Unit il·legalitza l'esclavatge.
- 1808-09 - Rússia conquereix Finlàndia a Suècia.
- 1809 - Napoleó pren a l'orde Teutònic el seu últim enclavament a Bad Mergentheim.
- 1809 - Neix Charles Darwin a Gran Bretanya.
- 1808-1814 - Guerra del Francès.
- 1810-1814: Les Corts de Cadis estableixen un govern, en nom de Ferran VII d'Espanya, retingut a França, i oposat al de Josep Bonaparte, rei titella de Napoleó.
- 1810 - Independència de Mèxic (no reconeguda fins al 1921).
- 1810 - Independència de Xile.
- 1810 - Independència de Colòmbia (no reconeguda fins al 1919).
- 1811 - Independència del Paraguai.
- 1815 - La derrota de Napoleó a la batalla de Waterloo finalitza les guerres napoleòniques.
- 1815 - Congrés de Viena, redefinició del mapa d'Europa.
- 1816 - Any sense estiu.
- 1816 - Independència de l'Argentina.
- 1816-1828 - Auge de l'Imperi zulu, sota Shaka.
- 1820 - Fundació de Libèria.
- 1820 - Revolucions del 1820 al Sud d'Europa
- 1822 - El Brasil esdevé un imperi.
- 1825 - L'Uruguai declara la seva independència del Brasil.
- 1830 - França ocupa Algèria.
- 1830 - La Revolució belga al Regne Unit dels Països Baixos finalitza amb la independència de Bèlgica.
- 1833-39 - Primera Guerra carlina, conflicte civil a Espanya.
- 1834 - Desaparició de la Inquisició espanyola.
- 1834–1843 - Primera Guerra de l'Opi.
- 1835 - Guerra d'independència de Texas, incloent-hi el conflicte amb Mèxic, que té com a resultat la fundació de la República de Texas.
- 1840 - Nova Zelanda és fundada.
- 1844 - El profeta persa Sayyid Alí Muhàmmad inicia el babisme.
- 1845-49 - La desastrosa gran fam irlandesa o també anomenada fam de la patata irlandesa té lloc durant aquests anys.
- 1846-49 - Segona Guerra carlina a Espanya, específicament a Catalunya, on és normalment anomenada Guerra dels matiners.
- 1848 - Publicació del Manifest Comunista de Karl Marx.
- 1848 - Revolucions de 1848 a Europa.
- 1850 - Acaba la Petita edat de gel.
- 1851-64 - La rebel·lió de Taiping a la Xina, el conflicte més sagnant del segle.
- 1854-56 - Guerra de Crimea entre la Gran Bretanya, França, l'Imperi Otomà i l'Imperi rus.
- 1857-58 - Rebel·lió índia del 1857.
- 1859 - Charles Darwin publica L'origen de les espècies.
- 1861 - S'aboleix el feudalisme a l'Imperi Rus.
- 1861-65 - Guerra Civil dels Estats Units entre la Unió i els Estats Confederats.
- 1866 - Guerra de les Set setmanes entre Prússia i Àustria.
- 1868 - Revolució de 1868, anomenada La Gloriosa, a Espanya.
- 1868 - Inici de l'era Meiji al Japó.
- 1869 - Obertura del canal de Suez, unint el Mediterrani amb la mar Roja.
- 1870-71 - Guerra francoprussiana que culmina amb la unificació d'Alemanya i Itàlia, el col·lapse del Segon Imperi francès, la fallida de la Pax Britannica i l'aparició del neoimperialisme. Instauració de la Comuna de París.
- 1872 - Fundació del Parc Nacional de Yellowstone, el primer parc nacional del món, el govern dels Estats Units és la primera administració pública a implementar mesures per protegir i preservar un entorn natural enfront de la creixent explotació del medi advinguda amb la Segona revolució industrial.
- 1872-76 - Tercera Guerra carlina a Espanya.
- 1873-74 - Primera República espanyola.
- 1881 - La Qüestió d'Andorra.
- 1884 - Conferència de Berlín, que resulta en el començament del repartiment europeu d'Àfrica.
- 1885 - Presentació del Memorial de greuges.
- 1889 - El Brasil esdevé una república.
- 1896 - Els Jocs Olímpics es reviuen a Atenes, Grècia.
- 1898 - Guerra hispanoamericana.
- 1898-1900 - A la Xina, la rebel·lió dels Bòxers acaba amb la intervenció de l'aliança de vuit nacions.
- 1892 - Presentació de les Bases de Manresa.
- 1899-1913 - Guerra filipino-estatunidenca.

## Personatges importants
- Charles Baudelaire
- Ludwig van Beethoven
- Hector Berlioz
- Otto von Bismarck
- Georges Bizet
- Napoleó Bonaparte
- Lord Byron
- Charlotte Brontë
- Frédéric Chopin
- John Constable
- Charles Darwin
- Charles Dickens
- Fiodór Dostoievski
- Gustave Eiffel
- Friedrich Engels
- Giuseppe Garibaldi
- Antoni Gaudí
- Johann Wolfgang von Goethe
- Georg Wilhelm Friedrich Hegel
- Victor Hugo
- Søren Kierkegaard
- Giacomo Leopardi
- Abraham Lincoln
- Franz Liszt
- Toussaint Louverture
- Stéphane Mallarmé
- Karl Marx
- Klemens Wenzel von Metternich
- Napoleó III
- Friedrich Nietzsche
- Louis Pasteur
- Edgar Allan Poe
- Pierre-Joseph Proudhon
- Arthur Rimbaud
- Arthur Schopenhauer
- Franz Schubert
- Robert Schumann
- Max Stirner
- John Stuart Mill
- Lev Tolstoi
- William Turner
- Anton Txékhov
- Giuseppe Verdi
- Jules Verne
- Victòria I del Regne Unit
- Otto Wagner
- Richard Wagner
- Walt Whitman
- Émile Zola
- Vincent van Gogh

## Invents, descobriments, introduccions
- Renaixença